# 윈도우 홈 서버 2011
윈도우 홈 서버 2011(Windows Home Server 2011)은 마이크로소프트에서 출시한 마이크로소프트 윈도우 계열의 운영체제이다. 이 운영체제는 윈도우 서버 2008 R2에 기반을 두고 있다.

## 시스템 요구 사항
윈도우 홈 서버 2011은 64비트 프로세서만 사용하며 설치하기 위해서는 다음의 사양을 갖춰야 한다.

### 최소 사양
- 1.3GHz의 CPU
- x64의 프로세서
- 2GB 메모리
- 160GB의 하드 디스크